# Prison Fight

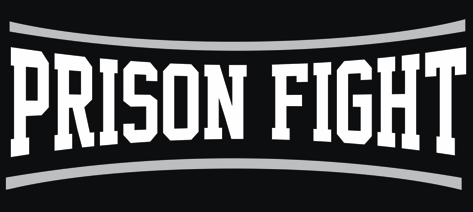
Logo

Prison Fight to kontrowersyjny program resocjalizacji więźniów poprzez Sport walki, organizowany we współpracy z tajskim Departamentem Więziennictwa.

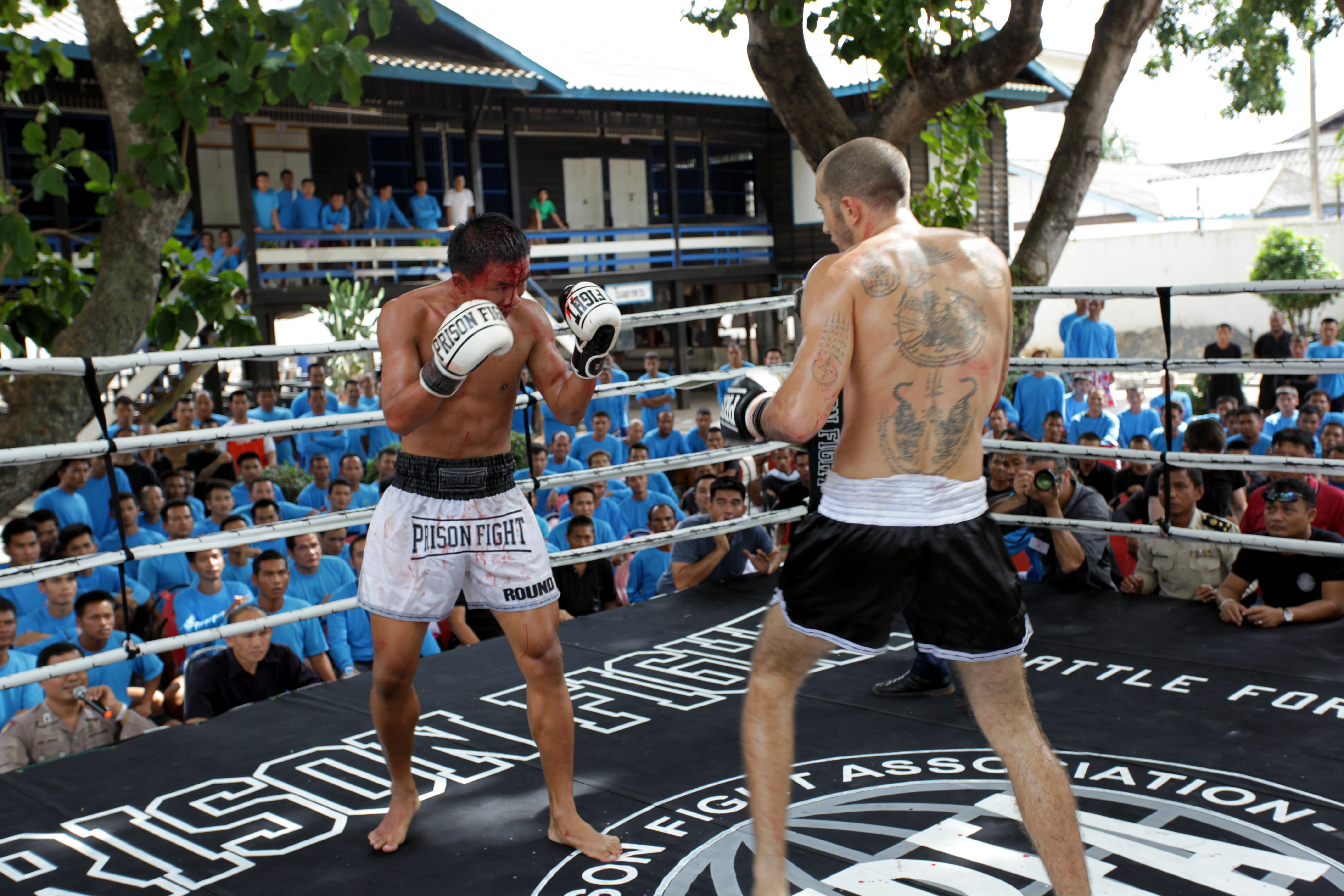
Dave Leduc walczy w więzieniu w Bangkoku

Skazani mogą brać udział w meczach Muay thai i Boks w zamian za wcześniejsze zwolnienie.